# Tenczynek
Tenczynek es una villa polaca atravesada por el Río Olszówka, que cuenta con una población de aproximada 3.548 habitantes (según el censo de 2011). 
Esta villa fue fundada en el siglo XIV, más correctamente en el año 1319.
- Datos: Q147380
- Multimedia: Tenczynek / Q147380

1. ↑  Worldpostalcodes.org,código postal n.º 32-067.